# Distrito de Marcará
El distrito de Marcará es uno de los once que conforman la provincia de Carhuaz ubicada en el departamento de Áncash en el Perú.

## Toponimia
El nombre del distrito proviene del quechua ancashino marqaraa, "lo (-a) abrazo", o "lo llevo en mis brazos".

## Historia
El distrito fue creado mediante Ley n. ° 085 del 6 de octubre de 1905, en el gobierno del presidente José Pardo y Barreda.

## Geografía
Tiene una superficie de 157,49 km² y una población 9 108 habitantes.
En su territorio se encuentra uno de los glaciares más extensos del Perú, el nevado Copa que pertenece al sistema de glaciales Hualcán en la Cordillera Blanca con un área de 9.836 km² una altitud mínima de 4470 y una máxima de 6172 m s.n.m, descargando sus deshielos hacia Lejiamayo, subcuenca del río Marcará afluente del río Santa en la vertiente del Pacífico.

## Centros poblados
Según censo de población del 2007 el distrito tenía una población de 8 634 habitantes, según una proyección al 2011 cuenta con 9 108 habitantes.
Su capital el poblado de Marcará está ubicado a 2757 m s.n.m. con una población de 1285 habitantes y 371 viviendas.
| Centro poblado | Categoría | Altitud m s. n. m. | Población | Viviendas |
| -------------- | --------- | ------------------ | --------- | --------- |
| Vicos          | Caserío   | 3033               | 623       | 176       |
| Shumay         | Caserío   | 2778               | 576       | 193       |
| Cachipachan    | Anexo     | 3144               | 354       | 97        |
| Vicos Pachan   | Anexo     | 3199               | 354       | 110       |
| Wiash          | Caserío   | 3135               | 329       | 99        |
| Recuayhuanca   | Caserío   | 3099               | 317       | 100       |

## Atractivos turísticos
- Baños termales de Chancos debido a la extrema temperatura de sus aguas está entre los 68° y 72 °C, sólo es posible tomar baños de vapor.[6]
- Nevado Copa, puede ser visto fácilmente desde la ciudad de Huaraz, ubicado dentro del Parque Nacional Huascarán; tiene una altitud de 6172 m s. n. m., es de forma redondeada ofrece una impresionante cara Sur Este con rectilíneas aristas defendidas por tramos mixtos de roca y hielo, con una aproximación muy corta y cómoda, es el nevado más fácil en el rango de los picos de 6K. Desde su cima se puede observar el enorme plato que tiene este nevado, donde frecuentemente se puede esquiar tanto de subida como de bajada dependiendo de la ruta que se tome. Su campo base es la laguna Lejiacocha a 4618 m s. n. m.[7]

- Laguna Lejiacocha ubicada dentro de la jurisdicción de las comunidades campesina de Vicos y Siete Imperios, con un área de 183.9 m², una profundidad máxima de 19.9 m, a una altitud de 4618 m s. n. m., tiene una forma alargada con bordes irregulares, rodeada de flora altoandina como el tawlli tawlli; sus frías aguas sirven de hábitat para los patos silvestres y en ellas se ve el volar de gaviotas. En los alrededores se pueden divisar cóndores, vizcachas, venados y tarucas. El recorrido se inicia en Copa Grande tomando un camino que pasa por Ocopampa y bordea las Quebradas de Allancay, Plazapampa hasta llegar a la Quebrada Quetapampa, ya aquí se pueden apreciar la cascada Quetacutapatza de unos 100 m, sus aguas vienen de la laguna Lejiacocha I; desde esta última Quebrada comienza un camino de herradura ascendente hasta la laguna Lejiacocha. Pertenece a la cuenca del Río Santa, subcuenca Marcará.

- Laguna Winoyo llamada también Pucaranracocha porque está rodeada de piedras que tienen una tonalidad rojiza, está ubicada en el extremo de Winoyopampa al final de la Quebrada Honda, al este del pueblo de Marcará, pertenece a la comunidad campesina de Vicos, con un área de 234 622 m² una profundidad de 46,1 m a 4390 m s. n. m. Sus aguas de color azul turquesa tienen una temperatura promedio de 7 °C, se alimenta de los nevados Chinchey y Pucaranca. Pertenece a la subcuenca del Marcará, afluente de río Santa. Se puede acceder a ella con un vehículo de doble tracción, desde la ciudad de Marcará hasta casi el borde de la laguna. A pocos metros, antes de llegar a la laguna, se encuentra un puesto de vigilancia de la mina La Garrosa.

- Pintura rupestre* junto al camino, a 800 metros antes de llegar a la laguna, en un abrigo rocoso se encuentran numerosas pinturas rupestres donde los antiguos habitantes de la zona plasmaron a los animales que criaban, se pueden distinguir figuras Zoomorfas como camélidos. Estas representaciones se encuentran tanto en pintura blanca como en pintura negra; las que se encuentran en color negro sólo se delinean hasta la mitad del cuerpo.

## Deportes
Marcará también es cuna de deportistas que sobresalen en la provincia de Carhuaz. Posee infraestructura deportiva, consistente en dos estadios y 4 losas deportivas, lo cual ha permitido la práctica y el desempeño a muchos de los deportistas marcarinos.

## Autoridades

### Municipales
- 2019 - 2022[8]
  - Alcalde: Carlos David Sánchez Mendoza, del Partido Democrático Somos Perú.
  - Regidores:

  1. Pittman Justiniano Suárez Vergaray (Partido Democrático Somos Perú)
  2. Wilfredo Waldomar Barreto Giraldo (Partido Democrático Somos Perú)
  3. Cluver Efraín Evaristo Colonia (Partido Democrático Somos Perú)
  4. Vilma Patricia Evaristo Sánchez (Partido Democrático Somos Perú)
  5. Juan Manuel Jara Isidro (Movimiento Regional El Maicito)

## Festividades
- San Isidro